# Union of Finance Personnel in Europe
Die Union of Finance Personnel in Europe (UFE) ist die europäische Dachorganisation der Steuer- und Zollgewerkschaften. Historisch trägt die UFE auch nationale Namen: in Deutschland nennt sich diese auch Union des Finanzpersonals in Europa, auf Französisch Union du Personnel des Finances en Europe, auf Italienisch L’Unione del personale delle finanze in Europa. Die UFE wurde 1963 gegründet.

## Was ist die UFE
- Die UFE ist die einzige europäische gewerkschaftliche Interessensvertretung der Kolleginnen und Kollegen aus den Steuer- und Zollverwaltungen.
- Die UFE vertritt über 400.000 Beschäftigte
- Die UFE ist parteipolitisch unabhängig
- Die UFE ist im Europäischen Parlament, in der Europäischen Kommission und im Wirtschafts- und Sozialausschuss präsent. Bei der Europäischen Kommission und beim Wirtschafts- und Sozialausschuss ist sie fest akkreditiert.

## Die Ziele der UFE
- Eine gute personelle Ausstattung der Steuer- und Zollverwaltungen
- Leistungsgerechte und angemessene Entlohnung
- Steuergerechtigkeit
- Kampf gegen Steuerhinterziehung, Steuervermeidung und Geldwäsche
- Verbesserung der internationalen Zusammenarbeit
- Eine gute Ausbildung der Beschäftigten, um die hohen Standards zu gewährleisten.
- Verbraucherschutz und faire Marktbedingungen

## Präsidium der UFE
Präsident: Florian Köbler (DE), DSTG-Bundesvorsitzender.
Vizepräsidenten: Rob Roodenrijs (NL), Lorna Merry (UK), Miguel Angel Mayo (ES), Nuno Barroso (PT), Arnaud Picard (FR), Sabine Portela (FR), Dermot Brown (IE).